# 孟薩
孟薩，又譯勐撒，緬甸撣邦東部城鎮。1950年代，中華民國國軍的雲南反共救國軍曾控制孟萨，並將此地作為反攻大陸的基地，設立反共大學，建造了孟薩機場。:97

## 另見
- 泰北孤軍